# 天狗岳 (青森県)
天狗岳（てんぐだけ）は、青森県西津軽郡深浦町にある白神山地の山である。標高957.6m。

## 概要
天狗岳の南は、世界遺産地区のコアゾーンとなっている。
山菜採りの人が度々行方不明になったことがあるため、「神隠しの山」とも言われていた。
一帯はゼンマイの宝庫で、熊や猿、ニホンカモシカなどの野生動物の生息地区となっている。この天狗峠に青森県によって登山道が造られたのは1994年である。
白神ラインの天狗峠が登山口となっており、途中に「ノズの沢」に落ち込む斜面が崩落した場所は、危険なためにロープを使っての移動となる。ここを「ノズの赤たくれ」といい、遠くからもこの崩落地は目立っている。
白神山地の山々を登っている根深誠は、この天狗岳を白神山地で最も眺望の良い山としている。山頂からは、白神山地のコアゾーンはもちろん、追良瀬川源流部や赤石川源流部、日本海や男鹿半島まで遠望できる。

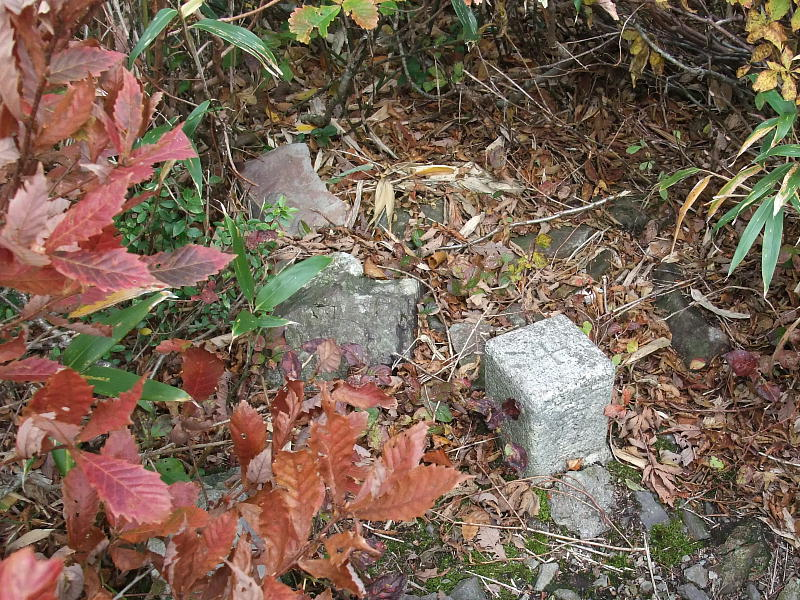
天狗岳山頂の三角点

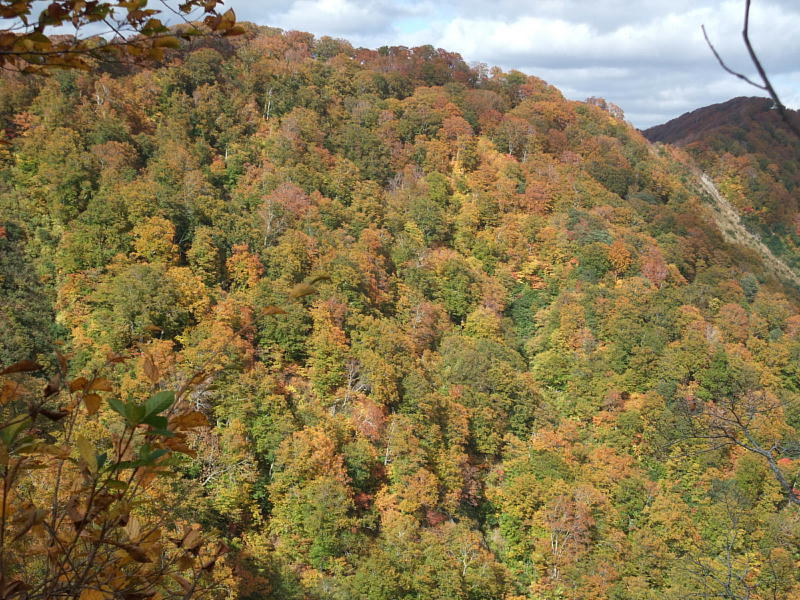
天狗岳登山道から 右上にノズの沢の崩壊地が白く見える